# Mike Douglas
Mike Douglas, geboren als Michael Delaney Dowd, Jr. (Chicago, 11 augustus 1925 - Palm Beach Gardens (Florida), 11 augustus 2006) was een Amerikaans zanger, entertainer en presentator van een praatprogramma. Hij presenteerde in de Verenigde Staten onder andere the "Mike Douglas Show" en "Mike Douglas Entertainment Hour" en "People Now". Hij is de ontdekker van onder meer Bill Cosby. Ook Tiger Woods was als peuter bij hem voor het eerst op tv.
Hij overleed op zijn 81ste verjaardag aan kanker in het ziekenhuis van Palm Beach Gardens.